# Universitatea „Petre Andrei” din Iași
Universitatea „Petre Andrei” din Iași este cea mai mare instituție privată de învățământ superior din zona Moldovei, cu sediul principal în Iași. Înființată în anul 1990, în cadrul Fundației Academice „Petre Andrei”, Universitatea este dedicată memoriei filosofului, sociologului, juristului și omului de cultură Petre Andrei, membru (postmortem) al Academiei Române.

## Istoric
Fundația Academică „Petre Andrei” (FAPA) este o instituție academică apolitică și nonprofit, constituită în anul 1990, cu prilejul comemorării a 50 ani de la moartea filosofului, sociologului, juristului și omului de cultură Petre Andrei, membru (postmortem) al Academiei Române.
În cadrul FAPA, în anul universitar 1990-1991, a fost constituită Universitatea „Petre Andrei” (UPA). În urma unui lung proces de evaluare, conform legislației în vigoare, Universitatea „Petre Andrei” din Iași a dobândit personalitate juridică, fiind o instituție de învățământ superior, de drept privat și de utilitate publică, parte a sistemului național de învățământ, înființată prin Legea nr. 408 / 20 iunie 2002.
Universitatea a fost somată de guvern să se supună Legii nr. 408/2002, în caz contrar intrând în lichidare. Asemănător a fost somată Universitatea Apollonia din Iași, vorbind de Legea nr. 481/2002 în loc de Legea nr. 408/2002.

## Organizare

Iaşi, Centrul Civic, Universitatea Petre Andrei

Universitatea „Petre Andrei” din Iași este înființată prin Legea nr. 408/2002, fiind o instituție de învățământ superior acreditată.
În prezent, Universitatea cuprinde cinci facultăți, care oferă atât cursuri pentru obținerea diplomei de licență, cât și programe de master. 
- Facultatea de Psihologie și Științele Educației
- Facultatea de Asistență Socială și Sociologie
- Facultatea de Științe Politice și Administrative
- Facultatea de Drept
- Facultatea de Economie